# 台中薹草
台中薹草（学名：Carex liui）为莎草科薹草属的植物。分布于台湾以及中国大陆的浙江等地，生长于海拔2,900米的地区，常生长在山坡林下。